# Вологодская ТЭЦ
Вологодская ТЭЦ — теплоэлектроцентраль, расположенная в городе Вологда. Входит в состав ОАО «ТГК-2».

## История
- 1937 год — начало строительства Вологодской ТЭЦ для нужд Вологодского льнокомбината.
- 1941 — строительство ТЭЦ приостановлено с началом Великой Отечественной войны.
- 1953 — утверждён новый проект станции мощностью 24 МВт.
- 1955, 5 февраля — ввод в эксплуатацию первого турбогенератора и парового котла Вологодской ТЭЦ.
- 1955 — пуск парового котла № 1, № 2 и ТГ-№ 1.
- 1956, август — завершение строительства станции.
- 1956 — пуск котла № 3 и ТГ-№ 2 и 1-й очереди тепловых сетей.
- 1959 — пуск парового котла № 4.
- 1965 — ТЭЦ включена в энергосистему, вошла в состав Ярэнерго, пуск парового котла № 5.
- 1969 — введена 2 очередь тепловых сетей.
- 1971 — пуск парового котла № 6.
- 1972 — пуск турбогенератора № 3.
- 1979 — введены водогрейный котел № 1, угольный склад, мазутное хозяйство.
- 1977—1984 — строительство и ввод тепловых сетей южного района.
- 1980 — пуск водогрейного котла № 2.
- 1985 — ТЭЦ вошла в состав Вологдаэнерго.
- 1988 — пуск водогрейного котла № 3.
- 1989 — подан природный газ.
- 1991 — замена ТГ-№ 1.
- 1995 — ТЭЦ переведена на сжигание природного газа.
- 2005 — 50-летие ТЭЦ[1].
- 2008 — начало строительства ПГУ-110 МВт.
- 2010 — окончание строительства первой очереди станции химводоочистики.
- 2014, март — пуск ПГУ-110 МВт.

## Деятельность
Вологодская ТЭЦ является самым крупным тепловым источником в Вологде. Теплом от станции снабжается более 40 процентов жилого фонда города.
В настоящее время на ТЭЦ установлено четыре паровых котла БКЗ-50-39Ф, два паровых котла БКЗ-75-139ФБ с параметрами пара 440°С и 39 кгс/см² и четыре водогрейных котла КВГМ-100 с параметрами теплоносителя 150°С и 25 кгс/см², турбины ПТ-12-35/10М, ПТ-12/13-3,4/1,0-0,1 и Р-12-35/5М.
Парк котельного оборудования имеет большую наработку, котлы БКЗ-50-39Ф выпущены в 1953—1959 годах, котлы БКЗ-75-139ФБ в 1965 и 1971 годах, все парогенераторы с начала эксплуатации проработали более 200000 часов (норма до 280000 часов). Водогрейные котлы введены в эксплуатацию в 1980, 1981, 1989 и 1998 годах.
В мае 2008 года началась реализация инвестиционного проекта по расширению Вологодской ТЭЦ парогазовой установкой (ПГУ) электрической мощностью 110 МВт и тепловой - 70 Гкал/ч. Реализацию проекта осуществляло ЗАО «Интертехэлектро» (входит в группу компаний «Интертехэлектро — Новая генерация»). Введение в эксплуатацию нового энергоблока снизило энергетический дефицит региона.
31 марта 2014 года введена в эксплуатацию установка ПГУ мощностью 110 МВт в составе газовой турбины GE PG 6111FA мощностью 75 МВт и паровой турбины 35 МВт производства Калужского турбинного завода.

## Перечень основного оборудования
| Агрегат                                    | Тип                           | Изготовитель                                               | Количество | Ввод в эксплуатацию             | Основные характеристики | Основные характеристики | Источники   |
| Агрегат                                    | Тип                           | Изготовитель                                               | Количество | Ввод в эксплуатацию             | Параметр                | Значение                | Источники   |
| ------------------------------------------ | ----------------------------- | ---------------------------------------------------------- | ---------- | ------------------------------- | ----------------------- | ----------------------- | ----------- |
| Оборудование паротурбинных установок       |                               |                                                            |            |                                 |                         |                         |             |
| Паровой котёл                              | БКЗ-50-39Ф                    | Барнаульский котельный завод                               | 3          | 1955 г. 1958 г. 1959 г.         | Топливо                 | газ, мазут              | [ 2 ]       |
| Паровой котёл                              | БКЗ-50-39Ф                    | Барнаульский котельный завод                               | 3          | 1955 г. 1958 г. 1959 г.         | Производительность      | 50 т/ч                  | [ 2 ]       |
| Паровой котёл                              | БКЗ-50-39Ф                    | Барнаульский котельный завод                               | 3          | 1955 г. 1958 г. 1959 г.         | Параметры пара          | 39 кгс/см2, — °С        | [ 2 ]       |
| Паровой котёл                              | БКЗ-75-39ФБ                   | Барнаульский котельный завод                               | 2          | 1965 г. 1971 г.                 | Топливо                 | газ, мазут              | [ 2 ]       |
| Паровой котёл                              | БКЗ-75-39ФБ                   | Барнаульский котельный завод                               | 2          | 1965 г. 1971 г.                 | Производительность      | 50 т/ч                  | [ 2 ]       |
| Паровой котёл                              | БКЗ-75-39ФБ                   | Барнаульский котельный завод                               | 2          | 1965 г. 1971 г.                 | Параметры пара          | 39 кгс/см2, — °С        | [ 2 ]       |
| Паровая турбина                            | ПТ-12-35/10М ПТ-12-3,4/1,0    | Калужский турбинный завод                                  | 2          | 1991 г. 2001 г.                 | Установленная мощность  | 12 МВт                  | [ 3 ]       |
| Паровая турбина                            | ПТ-12-35/10М ПТ-12-3,4/1,0    | Калужский турбинный завод                                  | 2          | 1991 г. 2001 г.                 | Тепловая нагрузка       | — Гкал/ч                | [ 3 ]       |
| Паровая турбина                            | ПТ-12-35/10М ПТ-12-3,4/1,0    | Калужский турбинный завод                                  | 2          | 1991 г. 2001 г.                 | Параметры пара          | 35 кгс/см2, — °С        | [ 3 ]       |
| Паровая турбина                            | Р-6-3,4/0,5М                  | Калужский турбинный завод                                  | 1          | 1972 г.                         | Установленная мощность  | 6 МВт                   | [ 3 ]       |
| Паровая турбина                            | Р-6-3,4/0,5М                  | Калужский турбинный завод                                  | 1          | 1972 г.                         | Тепловая нагрузка       | — Гкал/ч                | [ 3 ]       |
| Паровая турбина                            | Р-6-3,4/0,5М                  | Калужский турбинный завод                                  | 1          | 1972 г.                         | Параметры пара          | 35 кгс/см2, — °С        | [ 3 ]       |
| Водогрейное оборудование                   |                               |                                                            |            |                                 |                         |                         |             |
| Водогрейный котёл                          | КВГМ-100                      | Барнаульский котельный завод Дорогобужский котельный завод | 4          | 1980 г. 1981 г. 1989 г. 1998 г. | Топливо                 | газ, мазут              | [ 2 ]       |
| Водогрейный котёл                          | КВГМ-100                      | Барнаульский котельный завод Дорогобужский котельный завод | 4          | 1980 г. 1981 г. 1989 г. 1998 г. | Тепловая мощность       | 100 Гкал/ч              | [ 2 ]       |
| Оборудование парогазовой установки ПГУ-110 |                               |                                                            |            |                                 |                         |                         |             |
| Газовая турбина                            | PG 6111FA                     | General Electric                                           | 1          | 2014 г.                         | Топливо                 | газ                     | [ 4 ] [ 5 ] |
| Газовая турбина                            | PG 6111FA                     | General Electric                                           | 1          | 2014 г.                         | Установленная мощность  | 77 МВт                  | [ 4 ] [ 5 ] |
| Газовая турбина                            | PG 6111FA                     | General Electric                                           | 1          | 2014 г.                         | tвыхлопа                | 620 °C                  | [ 4 ] [ 5 ] |
| Котёл-утилизатор                           | HRSG 108/20,8-9,3/0,6-545/227 | Austrian Energy & Environment                              | 1          | 2014 г.                         | Производительность      | 108 т/ч                 | [ 4 ] [ 6 ] |
| Котёл-утилизатор                           | HRSG 108/20,8-9,3/0,6-545/227 | Austrian Energy & Environment                              | 1          | 2014 г.                         | Параметры пара          | 93 бар, 545 °С          | [ 4 ] [ 6 ] |
| Котёл-утилизатор                           | HRSG 108/20,8-9,3/0,6-545/227 | Austrian Energy & Environment                              | 1          | 2014 г.                         | Тепловая мощность       | — Гкал/ч                | [ 4 ] [ 6 ] |
| Паровая турбина                            | Т 28/35-8,8/0,1               | Калужский турбинный завод                                  | 1          | 2014 г.                         | Установленная мощность  | 25,1 МВт                | [ 3 ] [ 4 ] |
| Паровая турбина                            | Т 28/35-8,8/0,1               | Калужский турбинный завод                                  | 1          | 2014 г.                         | Тепловая нагрузка       | — Гкал/ч                | [ 3 ] [ 4 ] |
| Паровая турбина                            | Т 28/35-8,8/0,1               | Калужский турбинный завод                                  | 1          | 2014 г.                         | Параметры пара          | — кгс/см2, — °С         | [ 3 ] [ 4 ] |